# Heves
Heves là một thành phố thuộc hạt Heves, Hungary. Thành phố này có diện tích 99,31 km², dân số năm 2010 là 10595 người, mật độ 107 người/km².